# Индустријска зона Сан Бернардо (Кунео)
Индустријска зона Сан Бернардо је насеље у Италији у округу Кунео, региону Пијемонт.
Према процени из 2011. у насељу је живело 1 становника. Насеље се налази на надморској висини од 348 м.